# Boudreville
Boudreville település Franciaországban, Côte-d’Or megyében. Lakosainak száma 60 fő (2022. január 1.). Boudreville Dancevoir, Veuxhaulles-sur-Aube és La Chaume községekkel határos.

## Népesség
A település népességének változása:
| Lakosok száma | 83   | 86   | 72   | 65   | 71   | 75   | 66   | 61   | 61   | 60   |
|               | 1968 | 1982 | 1990 | 2006 | 2013 | 2015 | 2017 | 2019 | 2020 | 2022 |